# Championnat du monde féminin de handball à onze 1949
Navigation
Allemagne 1956
La 1re édition du Championnat du monde féminin de handball à onze a eu lieu du 25 au 27 septembre 1949 en Hongrie. Les matchs se sont joués en plein air sur gazon.

## Présentation
Le Congrès de la Fédération internationale de handball (IHF) de juin 1948 avait confié à la Hongrie l'organisation de la compétition. Les nations suivantes avaient alors envoyé leur adhésion : Autriche, France, Hollande, Hongrie, Pologne, Roumanie et Tchécoslovaquie.
Pour des raisons inconnues, les équipes de Pays-Bas, Pologne et Roumanie n'effectuèrent pas le déplacement et ainsi, seules quatre équipes participent à la compétition : Hongrie, Autriche, Tchécoslovaquie et France.
Les 4 équipes sont donc regroupées dans une poule unique et la compétition a lieu à Budapest les 25, 26 et 27 septembre 1949.

## Tour de classement
|                           | Équipe          | Pts | J | G | N | P | Bp | Bc | Diff |
| ------------------------- | --------------- | --- | - | - | - | - | -- | -- | ---- |
| Médaille d'or, monde      | Hongrie         | 6   | 3 | 3 | 0 | 0 | 18 | 6  | 12   |
| Médaille d'argent, monde  | Autriche        | 4   | 3 | 2 | 0 | 1 | 13 | 9  | 4    |
| Médaille de bronze, monde | Tchécoslovaquie | 2   | 3 | 1 | 0 | 2 | 6  | 9  | -3   |
| 4                         | France          | 0   | 3 | 0 | 0 | 3 | 6  | 19 | -13  |

### Résultats
25 septembre 1949
- Hongrie -  Autriche 7-2
- Tchécoslovaquie	-  France 4-2

26 septembre 1949
- Hongrie -  Tchécoslovaquie 4-1
- Autriche -  France 8-1

27 septembre 1949
- Hongrie -  France 7-3
- Autriche -  Tchécoslovaquie 3-1

## Effectifs des équipes

### Champion du monde:Hongrie
L'effectif de la Hongrie, championne du monde, était, :
- Balázs Judit
- Bártfay Jenőné
- Gorencz Hedvig
- Hámori Ilona
- Kardos Gézáné
- Kerezsi Márta
- Kiss Magda
- Laurinyecz Katalin
- Lesták Mária
- Molnár Mária
- Solymosi Margit
- Somlai Edit
- Szengovszky Lászlóné
- Várady Andorné

Entraîneur
- Schäffer Gusztáv

### Vice-champion du monde:Autriche
L'effectif de l'Autriche, vice-championne du monde, était :
- Hermine Bauma
- Hertha Behaczek
- Alice Chvosta
- Herta Czech
- Herma Drapella
- Mimi Hausner
- Anni Hösch
- Margarete Iwan
- Herma Jantsch
- Gertrude Lechner
- Anna Musil
- Margarete Navratil
- Martha Ocwirk (de)
- Grete Sulzbacher
- Elli Zaworka

Entraîneur

### Troisième place:Tchécoslovaquie
L'effectif de la Tchécoslovaquie, médaillée de bronze, était :
- Kveta Bastova
- Bozena Blahova
- Nadezda Hemrova
- Heussova
- Zdena Jilkova
- Vlasta Kasalova
- Bohuslava Kebertova
- Jirina Lokvencova
- Kveta Mikanova
- Jirina Nozirova
- Vlasta Pokorova
- Preussova
- Jarmila Sedlinska
- Simonova
- Alena Zouzalova

Entraîneur

### Quatrième place:France
L'effectif de la France, quatrième, était, :
- Odette Boettcher (CSM Livry-Gargan)
- Marguerite Duboisset (Strasbourg EC)
- Geo Fischer (Fémina Sport)
- Christiane Gerstner (Fémina Sport)
- Marguerite Guenerin (Fémina Sport)
- Marie-Rose Roussarie (Fémina Sport)
- Monique Hédouin (Simon-Siégel)
- Jeanine Marie (Simon-Siégel)
- Arlette Regnard (Simon-Siégel)
- Simonne Tarlet (Simon-Siégel)
- Paulette Wolffs (Simon-Siégel)
- Raymonde Wolffs (Simon-Siégel)
- Micheline Maisons-Pruvost (Amiens Sports)
- Michèle Naudon (Poitiers EC)
- Christiane Thalamy (US Métro)

Entraîneur
- René Ricard

Président
- Charles Petit-Montgobert